# Wanzensamen
Die Wanzensamen (Corispermum L.) sind eine Pflanzengattung der Unterfamilie Corispermoideae innerhalb der Familie der Fuchsschwanzgewächse (Amaranthaceae). Früher wurden sie zur Familie der Gänsefußgewächse (Chenopodiaceae) gestellt.

## Beschreibung

### Vegetative Merkmale
Die Wanzensamen sind einjährige Pflanzen. Junge Pflanzenteile besitzen eine charakteristische Behaarung aus verzweigten Trichomen. Ihre wechselständig angeordneten, sitzenden Laubblätter sind flächig, linealisch oder elliptisch und ganzrandig. Sie sind wenig oder kaum fleischig.

### Blüten
Die Blütenstände sind Ähren. Die Blüten sitzen einzeln in der Achsel eines blattartigen Tragblatts, Vorblätter (Brakteolen) fehlen. Die Blüten sind zwittrig. Die Blütenhülle besteht meist aus drei trockenhäutigen, unten miteinander verbundenen Tepalen, die keine Leitbündel besitzen und die Blütezeit (Anthese) nicht überdauern. Bei einigen Arten fehlt die Blütenhülle auch ganz. Es sind drei Staubblätter vorhanden. Die Pollenkörner sind vom „Chenopodium-Typ“. Der kugelförmige Fruchtknoten trägt zwei freie Narbenäste.

### Früchte
Zur Fruchtzeit verlängern sich die Achsen des Blütenstandes. Die Frucht ist deutlich zusammengedrückt, elliptisch oder breit-elliptisch, mit Stützgewebe aus Makrosklereiden. Ihre Oberfläche ist kahl oder behaart. Am Rand ist die Frucht breiter oder schmaler geflügelt. Die vertikalen Samen enthalten einen hufeisenförmigen Embryo, der das reichlich vorhandene Nährgewebe (Perisperm) umgibt.

### Chromosomenzahl
Die Chromosomenzahl der bisher untersuchten Arten ist 2n = 18.

### Photosyntheseweg
Alle bisher untersuchten Arten zeigen eine Blattanatomie ohne Kranzschicht (Corispermum-Typ) und sind C3-Pflanzen.

## Verbreitung
Die Wanzensamen-Arten sind in den gemäßigten Zonen von Europa, Asien und Nordamerika verbreitet. Einige Arten sind außerhalb ihres eigentlichen Verbreitungsgebietes in Eurasien und Nordamerika eingeführt worden, beispielsweise Corispermum declinatum und Corispermum pallasii.
Viele Arten sind Psammophyten, wachsen also auf sandigen Böden.
In Deutschland kommen zwei Arten vor, Grauer Wanzensame und Schmalflügeliger Wanzensame.

## Systematik

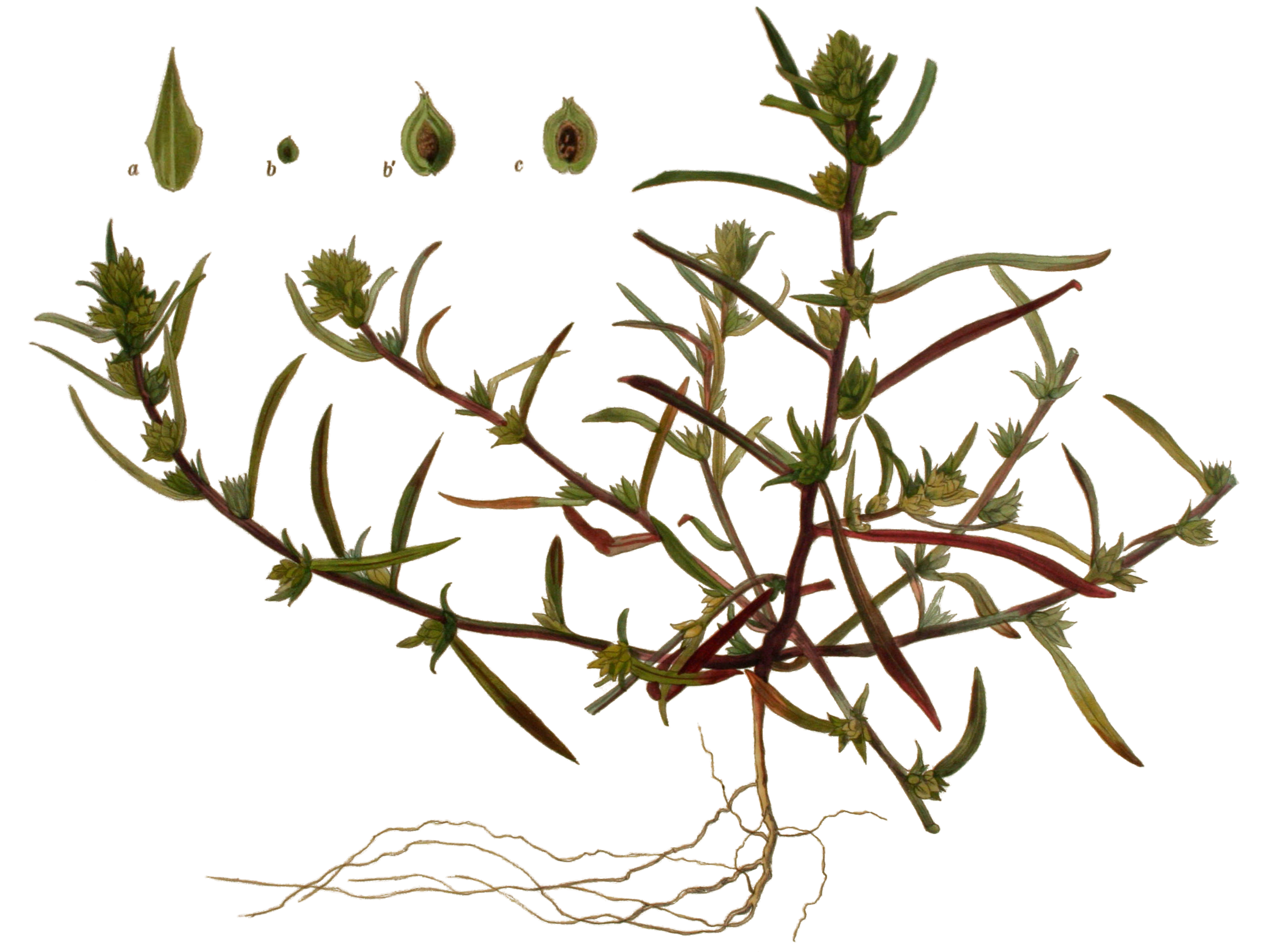
Ysopblättriger Wanzensame (Corispermum hyssopifolium), Illustration

Die Gattung Corispermum wurde 1753 von Carl von Linné in Species Plantarum, 4 aufgestellt. Die Typusart ist Corispermum hyssopifolium L. Die Gattung Corispermum gehört zur Tribus Corispermeae, der einzigen Tribus der Unterfamilie Corispermoideae innerhalb der Familie der Fuchsschwanzgewächse (Amaranthaceae).
Phylogenetische Untersuchungen bestätigen die Monophylie der Gattung.
Zur Gattung Wanzensamen (Corispermum) zählen mindestens 65 Arten. Die Gattung Corispermum wurden bisher in verschiedene Sektionen eingeteilt, die nach Forschungen von Juan Juan Xue & Ming Li Zhang 2011 aber nicht die phylogenetischen Verwandtschaftsverhältnisse abbilden. Stattdessen sind mehrere natürliche Kladen erkennbar (genannt „Sektionen“, aber ohne gültige Benennung):
- Cladus 1: Sie haben breit elliptische oder kugelförmige Früchte, die oben deutlich ausgerandet sind und breite Fruchtflügel aufweisen. Diese Arten kommen hauptsächlich in Ostasien vor:
  - Corispermum confertum Bunge: Sie kommt in China und in Russlands Fernem Osten vor.[5]
  - Corispermum platypterum Kitag.: Sie kommt in Hebei, Liaoning und Jilin vor.[5]
  - Corispermum puberulum Iljin: Sie kommt in China vor.[5]
  - Corispermum stenolepis Kitag.: Sie kommt in China vor.[5]
- Cladus 2: Bei ihnen ist die Frucht oben nicht ausgerandet. Diese Arten kommen hauptsächlich im nordwestlichen China vor:
  - Corispermum tylocarpum Hance: Sie kommt in China und in der östlichen Mongolei vor.[5]
  - Corispermum pamiricum Iljin: Sie kommt in zwei Varietäten in Zentralasien, in Gansu, Xinjiang und in Xizang vor.[5]
  - Corispermum patelliforme Iljin: Sie kommt in China und in der Mongolei vor.[5]
  - Corispermum dutreuilii Iljin: Sie kommt in China und in Zentralasien vor.[5]
- Cladus 3: Bei ihnen sind die Fruchtmerkmale sehr vielgestaltig, so dass hier wohl noch weitere Untergliederungen erfolgen werden:
  - Corispermum candelabrum Iljin: Sie kommt in China vor.[5]
  - Corispermum chinganicum Iljin: Sie kommt in zwei Varietäten in China, in der Mongolei und im südöstlichen Sibirien vor.[5]
  - Corispermum declinatum Steph. ex Stev.: Sie kommt in China, in der Mongolei, im südlichen Sibirien und in Nordasien vor und ist in Osteuropa ein Neophyt.[5]
  - Corispermum dilutum (Kitag.) Tsien & G.G.Ma: Sie kommt in China vor.[5]
  - Corispermum elongatum Bunge: Sie kommt in China, im südöstlichen Sibirien und in Russlands Fernem Osten vor.[5]
  - Corispermum heptapotamicum Bunge: Sie kommt im östlichen Kasachstan, in Gansu und Xinjiang vor.[5]
  - Corispermum lepidocarpum Grub.: Sie kommt im östlichen Xizang vor.[5]
  - Corispermum macrocarpum Bunge: Sie kommt im westlichen Liaoning und in Russlands Fernem Osten vor.[5]
  - Corispermum mongolicum Iljin: Sie kommt in China, in der Mongolei und im westlichen Sibirien vor.[5]
  - Corispermum stauntonii Moq.: Sie kommt in China vor.[5]
  - Corispermum tibeticum Iljin: Sie kommt in Pakistan, Kaschmir, Zentralasien, in Qinghai und in Xizang vor.[5]
  - Corispermum zaidamicum R.F.Huang
- Cladus 4: Bei ihnen sind die Früchte oben abgerundet, sie haben einen breiten Fruchtflügel:
  - Corispermum lehmannianum Bunge: Sie kommt in Xinjiang, in Zentralasien, im Iran und in Afghanistan vor.[5]
  - Corispermum orientale Lam.: Sie kommt in Xinjiang, in der Mongolei, in Kasachstan, im südöstlichen europäischen Russland, im südwestlichen Sibirien und in der westlichen Mongolei vor.[5]
- Weitere, noch nicht auf ihre phylogenetische Zuordnung untersuchte Arten (Liste ist nicht vollständig):
  - Corispermum afghanicum Podlech: Sie kommt im östlichen Afghanistan vor.[6]
  - Corispermum aralocaspicum Iljin: Sie kommt vom europäischen Russland bis Afghanistan und das südwestliche Sibirien vor.[6]
  - Ysopblättriger Wanzensame (Corispermum hyssopifolium L.)
  - Schmalflügeliger Wanzensame (Corispermum intermedium Schweigg.)[7]
  - Grauer Wanzensame (Corispermum marschallii Stev.)
  - Corispermum papillosum (O.Kuntze) Iljin: Sie kommt in Zentralasien vor.[6]